# ویسنگر
ویسنگر (به انگلیسی: Visnagar) یک منطقهٔ مسکونی در هند است که در Visnagar Taluka واقع شده‌است. ویسنگر ۶۳٬۰۷۳ نفر جمعیت دارد و ۱۱۷ متر بالاتر از سطح دریا واقع شده‌است.